# Porsche 991

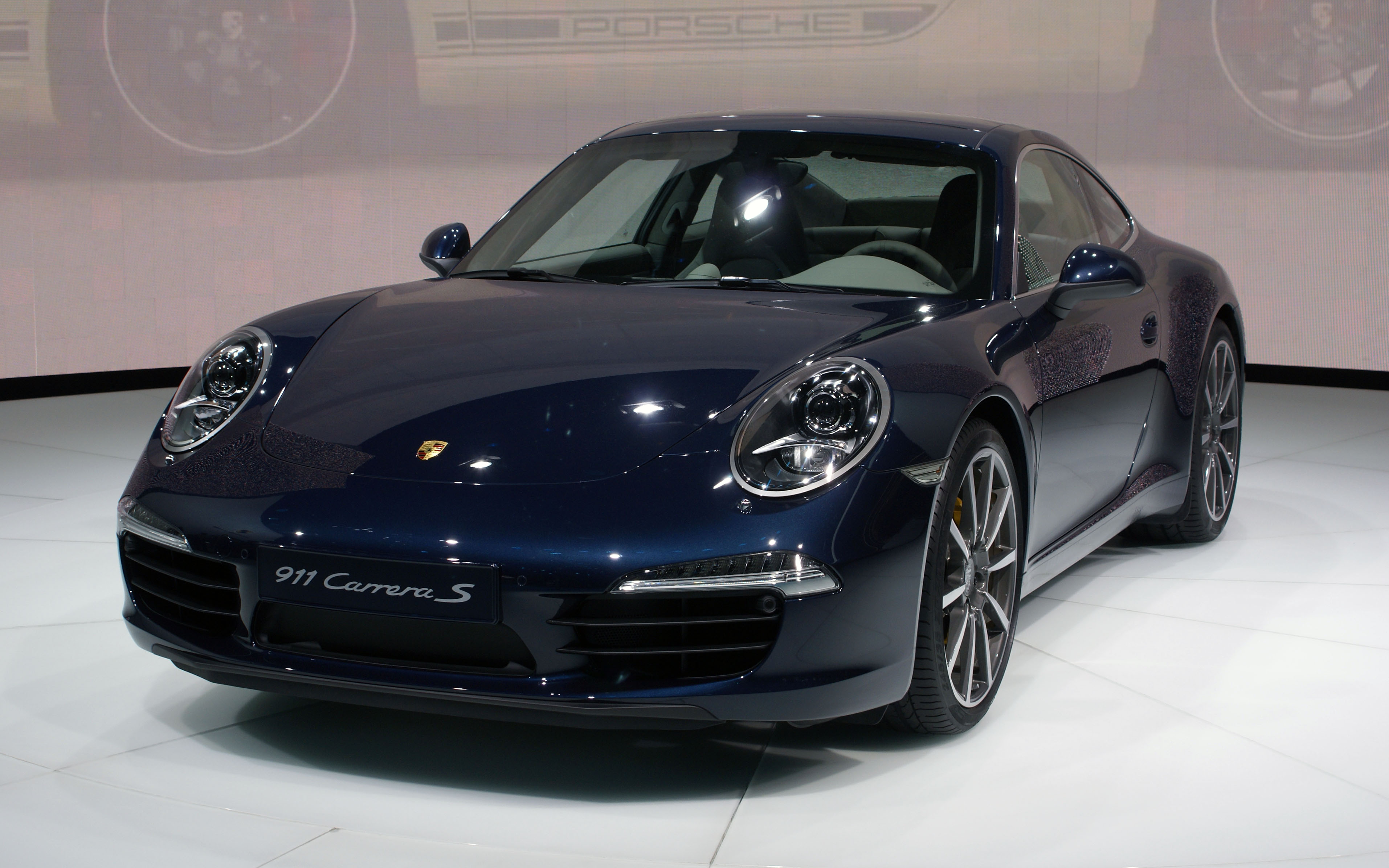
Porsche 991 (eerste generatie) Carrera S

De Porsche 991 is de zevende generatie Porsche 911. 991 is het interne productienummer dat Porsche gebruikt voor de auto die op 15 september 2011 op de Frankfurt Motor Show werd onthuld als vervanging van de Porsche 997. De vormgeving was ingrijpend veranderd, maar er is toch een duidelijke link qua design met de voorgaande generaties 911. De eerste foto's van de 991 werden door Porsche openbaar gemaakt op 23 augustus 2011. Deze zevende generatie van de 911 werd geleverd aan klanten van 2012 tot en met 2019.
De eerste generatie van de 991 wordt ook wel aangeduid als 991.1. De design update (vanaf  modeljaar 2016) wordt aangeduid als generatie 991.2.

## Beschrijving
De direct ingespoten 3.8 liter Boxermotor van het vorige model - de 997 S - werd gehandhaafd in de 991 S, met een verhoging van het vermogen tot 400 pk. Voor de "gewone" Carrera werd een nieuwe motor ontwikkeld: een 3,4 liter die 350 pk levert. De auto heeft een start/stop systeem en een elektromechanische stuurbekrachtiging.
Vergeleken met de oude 997 werd de wielbasis verlengd met 100 mm; de totale lengte van de auto nam toe met 70 mm. Door het gebruik van zeer sterk staal, aluminium en composietmateriaal is het totale gewicht afgenomen met 45 kg.

## Modellen

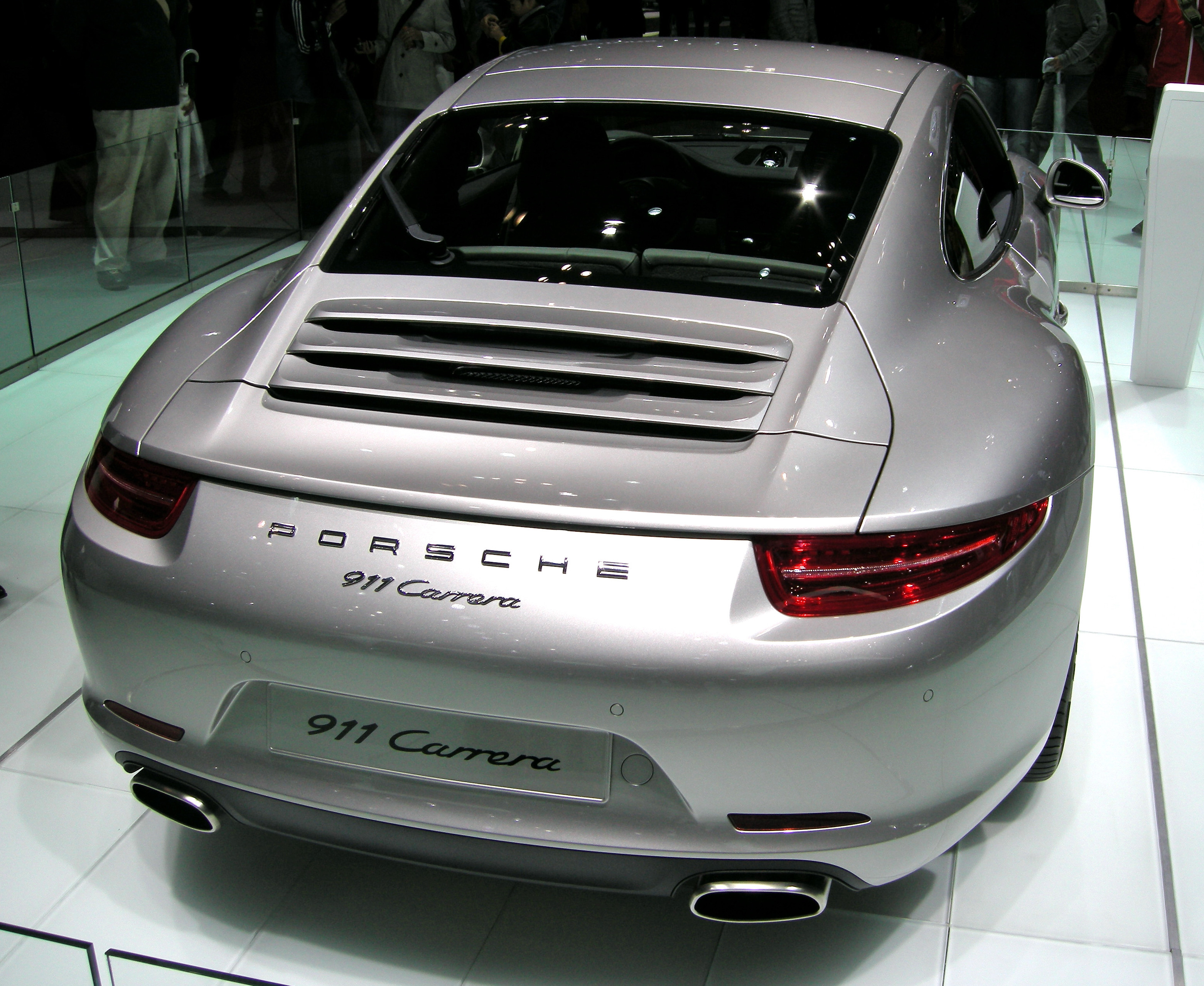
achterkant eerste generatie 991 Carrera

### Carrera, S, 4S, GTS, Turbo, Turbo S
Zoals gebruikelijk lanceerde Porsche eerst de Carrera en Carrera "S" (en in 2014 de Carrera GTS), en later de cabrioversie van beide auto's. Hierna volgde de vierwielaangedreven "4S". De "turbo" en de "turbo S" werden aan het eind van de zomer van 2013 gepresenteerd. Ook deze versies zijn leverbaar als cabrio.

### 50 jaar editie
Een speciaal model werd uitgebracht ter gelegenheid van het 50-jarig bestaan van de '911'. Hiervan werden (toepasselijk) 1963 stuks geproduceerd. Het model is voorzien van "retrolook"; de motorgrill is in "oude stijl" en de velgen zijn geïnspireerd op de "fuchs"-velgen die in de 70'er en 80'er jaren gevoerd werden op de 911.

### GT3
De 991 "GT3" werd in 2012 geïntroduceerd, waarbij opmerkelijk is dat deze voor het eerst alleen met "PDK" (automaat) leverbaar is. De GT3 is niet leverbaar als cabrio.

### Targa
Porsche gaat bij de 991 targa terug naar het "oude" concept met een wegklapbaar "targa"-dak boven de voorstoelen, zoals dat ook bij de eerste drie generaties 911 gebruikelijk was. De 991 targa is leverbaar als 'targa 4', 'targa 4S' en 'targa 4 GTS'.

### GT3 RS
Op 2 maart 2015 werd op de Autosalon van Genève de 991 GT3 RS gepresenteerd. De presentatie vindt negen maanden later plaats dan Porsche aanvankelijk had gepland. Porsche had deze tijd nodig om het brandprobleem dat de 991 GT3 teisterde, te verhelpen.
De specificaties van de GT3 RS zijn:
- zescilindermotor, 4,0 liter
- 368 kW (500pk) / 460 Nm
- Versnellingsbak PDK, 7 versnellingen
- Kofferbakklep, voorspatborden, motorkap, kuipstoelen en andere interieuronderdelen van koolstofvezel,
- Magnesium dak
- Polycarbonaat zijramen
- Acceleratie 0–100 km/u in 3,3 seconden
- Topsnelheid 310 km/u.

Van de GT3 RS wordt ook een "clubsport"-uitvoering geleverd met onder andere een rolkooi, zespunts-gordel en brandblusser. Deze toevoegingen maken de auto beter geschikt voor gebruik op een circuit.

### 991 R
Op de Autosalon van Genève in maart 2016 werd de Porsche 991R gelanceerd. De 991 R wordt in een gelimiteerde oplage van 991 stuks geproduceerd.
De auto beschikt over de 368 kW (500 pk) sterke atmosferische motor uit de 991 GT3 RS, en is met zijn gewicht van 1250 kg 50 kilo lichter dan een 991 GT3. Deze gewichtsreductie wordt gerealiseerd door gebruik te maken van een magnesium dak, een koolstofvezel bagageklep, een titanium uitlaatsysteem, lichtgewicht achterramen en door minder isolatiemateriaal in het interieur te gebruiken. Een radio en airconditioning zijn standaard aanwezig, maar kunnen worden geschrapt om het gewicht nog verder te verlagen. De 991 R wordt uitsluitend met een handgeschakelde versnellingsbak geleverd, de handbak is bovendien 20 kg lichter dan de PDK-automatsche versnellingsbak van de GT3 RS. Prestaties: acceleratie 0 – 100 km/ 3,8 seconden; topsnelheid: 323 km/uur.

## Tweede generatie 991

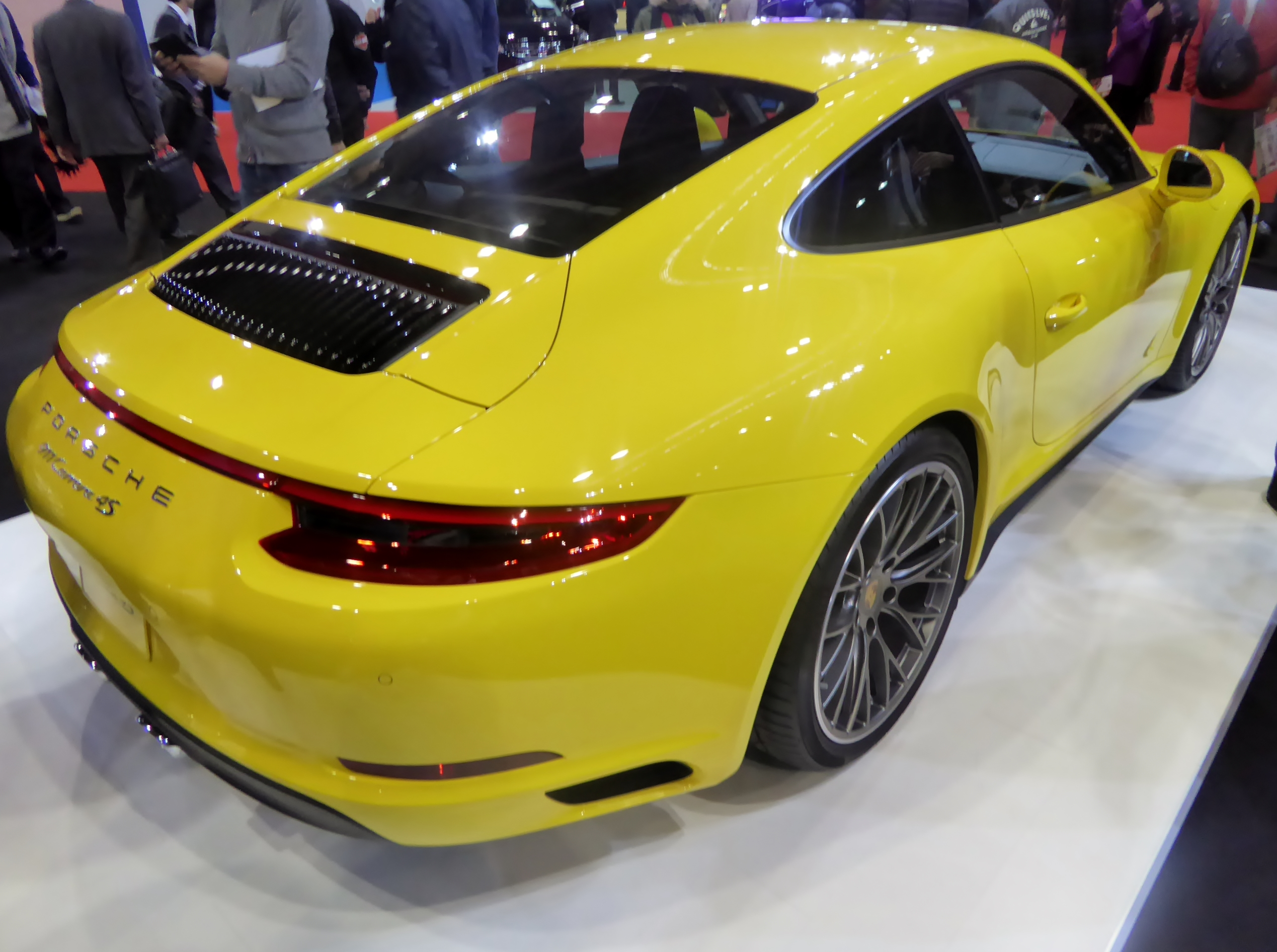
991.2 4S (tweede generatie) Duidelijk zichtbaar de gewijzigde luchtinlaat in de motorkap en de lichtgewijzigde achterlichten

De 991 evolueerde eind 2015 in de tweede generatie, modeljaar "2016" (interne referentie 991.2 ) die uiterlijk licht gewijzigd is ten opzichte van de eerste generatie. Er vonden kleine stijlwijzigingen plaats aan voor- en achterzijde, nieuwe stijl koplampen, gewijzigde deurgrepen en aan de achterzijde het meest kenmerkende, de gewijzigde (zwarte) motorgrille. Onderhuids is er een grote wijziging, de 991 maakt vanaf modeljaar 2016 standaard gebruik van een turbomotor. De "Carrera" wordt geleverd met een 3.0 liter motor die 272 kW (370 pk) bij 6.500 toeren/min levert. De "Carrera S" maakt ook gebruik van een 3.0 liter motor die 309 kW (420 pk) bij 6.500 toeren/min levert. Dit is de eerste keer in de historie dat de "standaard" Carrera auto's van een turbo zijn voorzien in tegenstelling tot het verleden waarin de turbo alleen gereserveerd was voor het topmodel uit de reeks.
Op 6 september 2015 werden de wijzigingen voor het eerst "online" gepresenteerd op de Porsche website. Initieel werd alleen de coupé and cabriolet gepresenteerd, de Carrera 4, Carrera 4S, Targa 4 and Targa 4S volgden een paar weken later.
In januari 2017 werden de GTS modellen aangekondigd met een vermogen van 331 kW/450 pk. Het maximale koppel van de motor bedraagt 550 Nm. De GTS is leverbaar als Carrera GTS,
Carrera 4 GTS, Carrera GTS Cabrio, Carrera 4 GTS Cabrio en Targa 4 GTS.
Op 30 juni 2017 tijdens het Goodwood Festival of Speed werd de 991 GT2 RS voor het eerst gereden voor het aanwezige publiek. De auto beschikt over 515 kW (700 pk) en sprint in 2,8 seconden naar 100 km/uur. De topsnelheid is 340 km/uur.
Met de GT2 RS werd in september 2017 een nieuw ronderecord gereden op de Nürburgring Nordschleife in 6:47,3.
In februari 2018 werd de nieuwe GT3 RS aangekondigd. Prestaties zijn: 383 kW (520 pk), 470Nm torque bij 9000 toeren/min. De RS sprint in 3,3 seconden van 0 naar 100 km/h en in 10,9 seconden van 0 naar 200 km/h. De auto rondt de Nordschleife van de Nürburgring in 7 minuten en 20 seconden. De Porsche 911 GT3 RS beleeft zijn officiële debuut op de autosalon van Genève in maart 2018.
911 Speedster (2019)
Na de 997 Speedster kwam er van de 991 opnieuw een Speedster, deze keer in een hogere oplage.
De conceptwagen werd op het Salon van Parijs in 2018 geïntroduceerd. De productie begon in 2019 en er werden 1948 gemaakt, een verwijzing naar het jaartal waarin de 356 werd geïntroduceerd. Hij kwam standaard met zwart softtop-dak, maar er zouden 12 Speedsters gebouwd zijn met een dak in een andere kleur. 
De wagen gebruikt de 4-liter zescilinder van de GT3 RS die hier 510 pk en 470 Nm produceert. De motor draait zoals bij de GT3 en de GT3 RS tot 9.000 toeren. De wagen komt met een handgeschakelde zesbak en is beschikbaar met een Heritage design package. Veel onderdelen zijn ook lichter gemaakt dan bij de standaard 991, waaronder de versnellingsbak. Ook het uitlaatsysteem is gemaakt van lichtgewichtmateriaal.
Het was de laatste variant van de 991 die werd gebouwd.

## Galerij

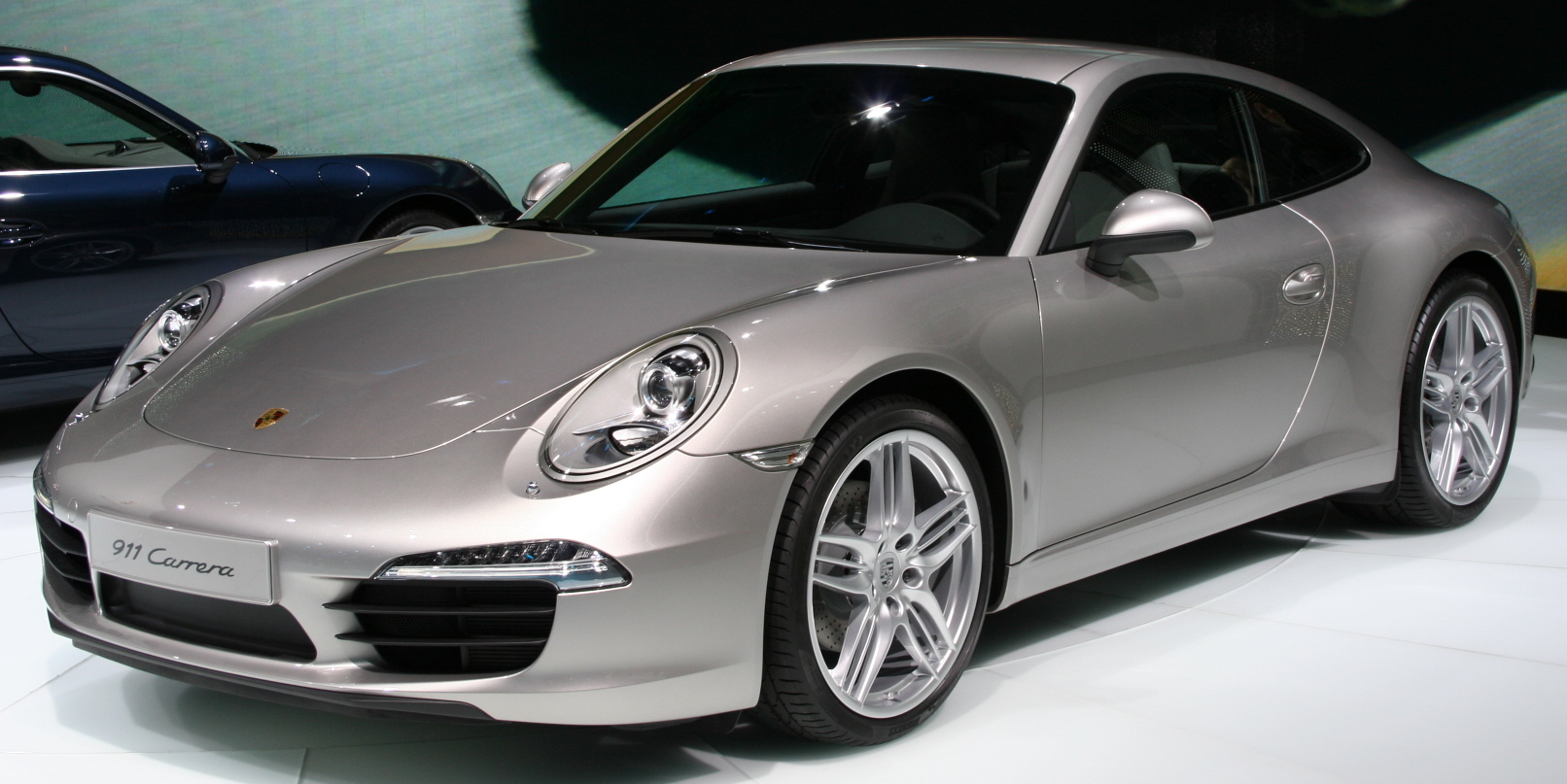
991 Carrera
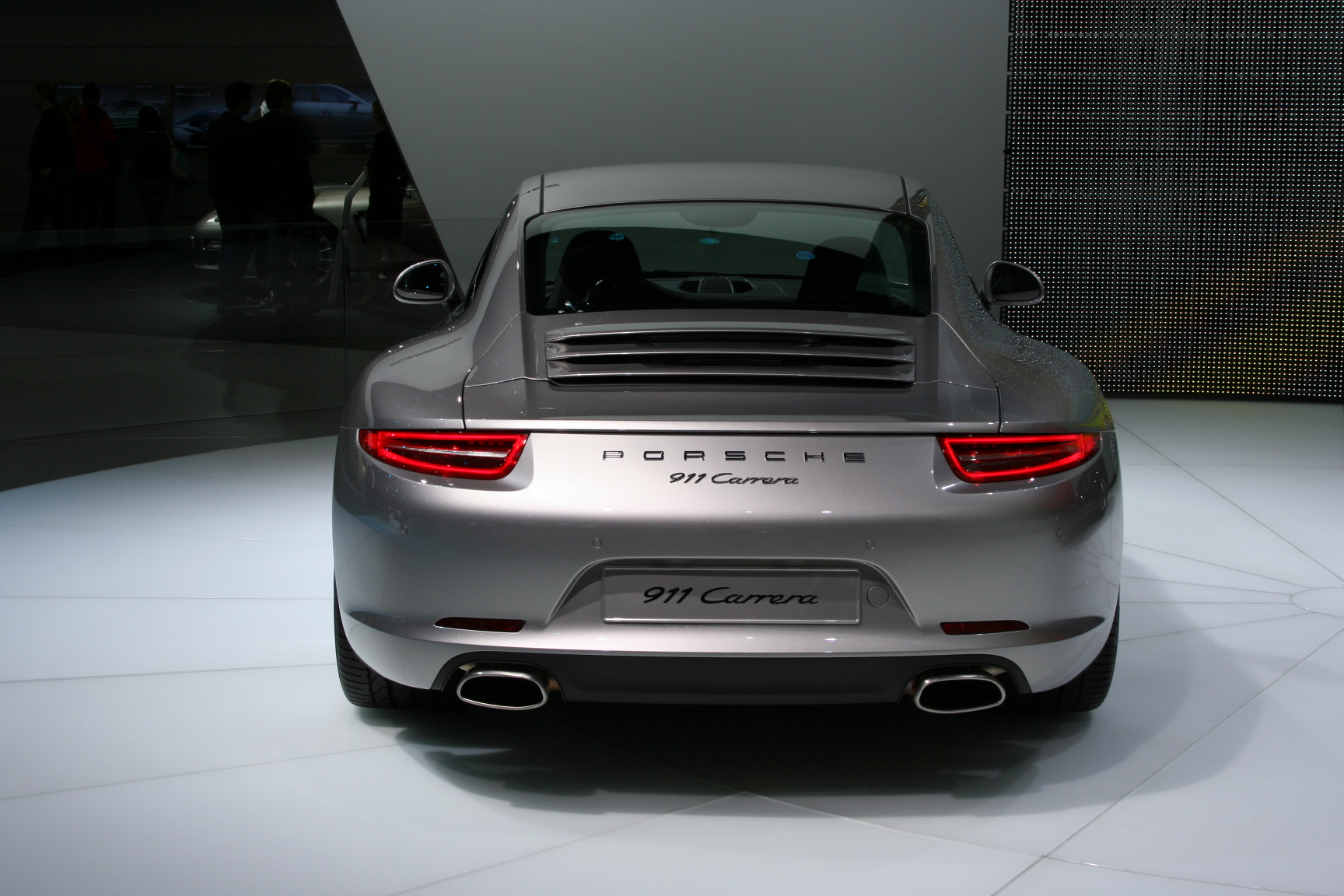
991 Carrera
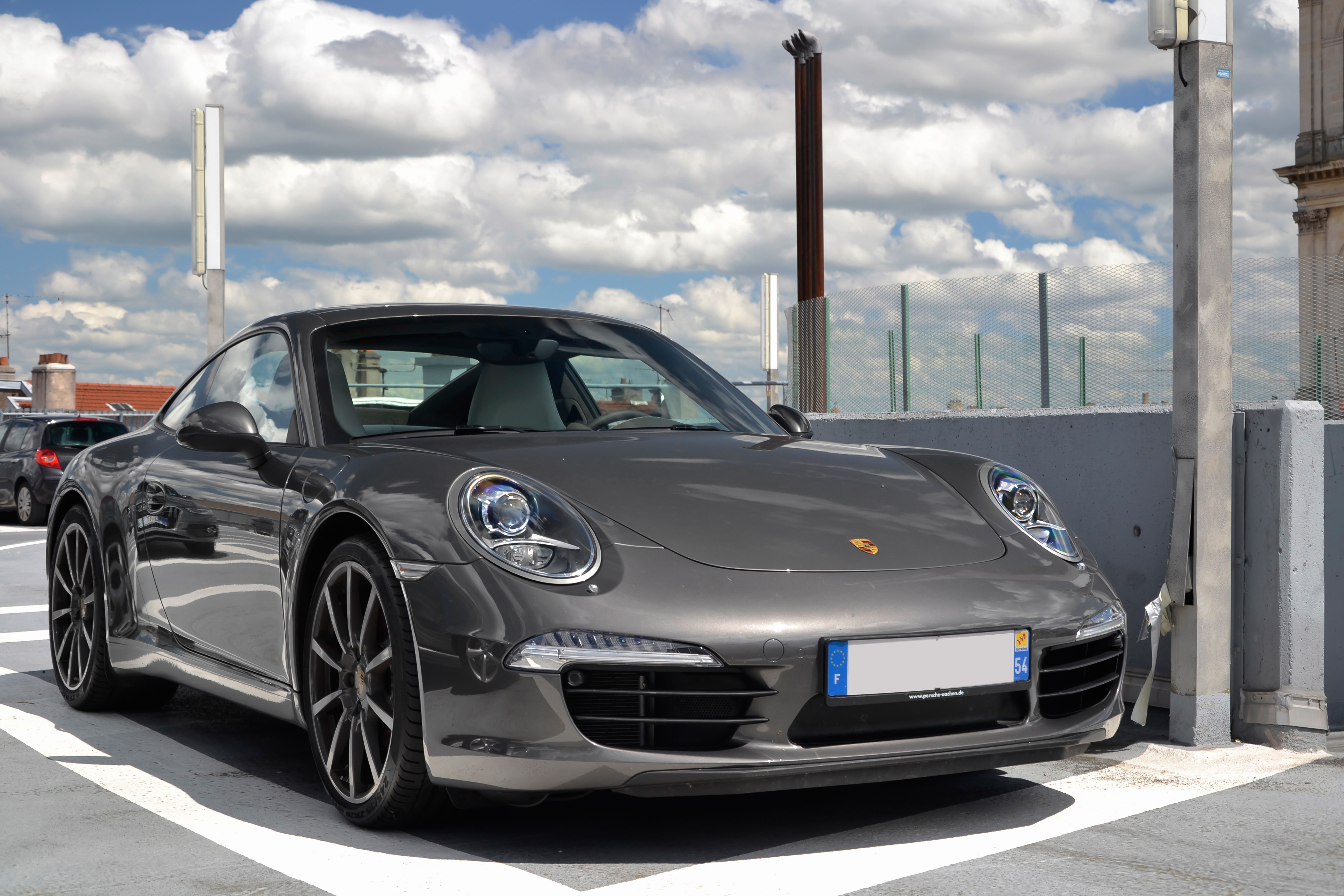
991 Carrera S
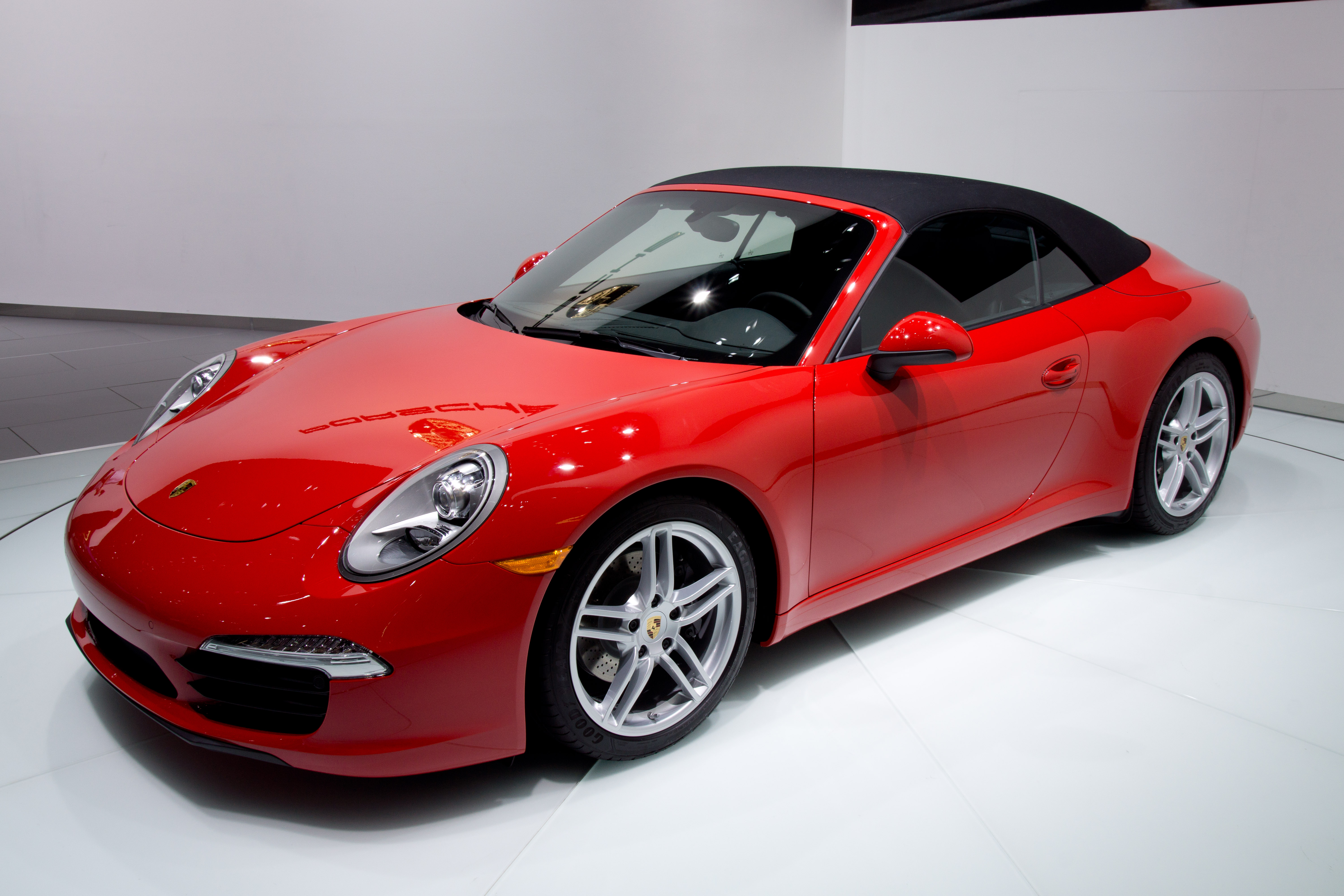
991 cabriolet
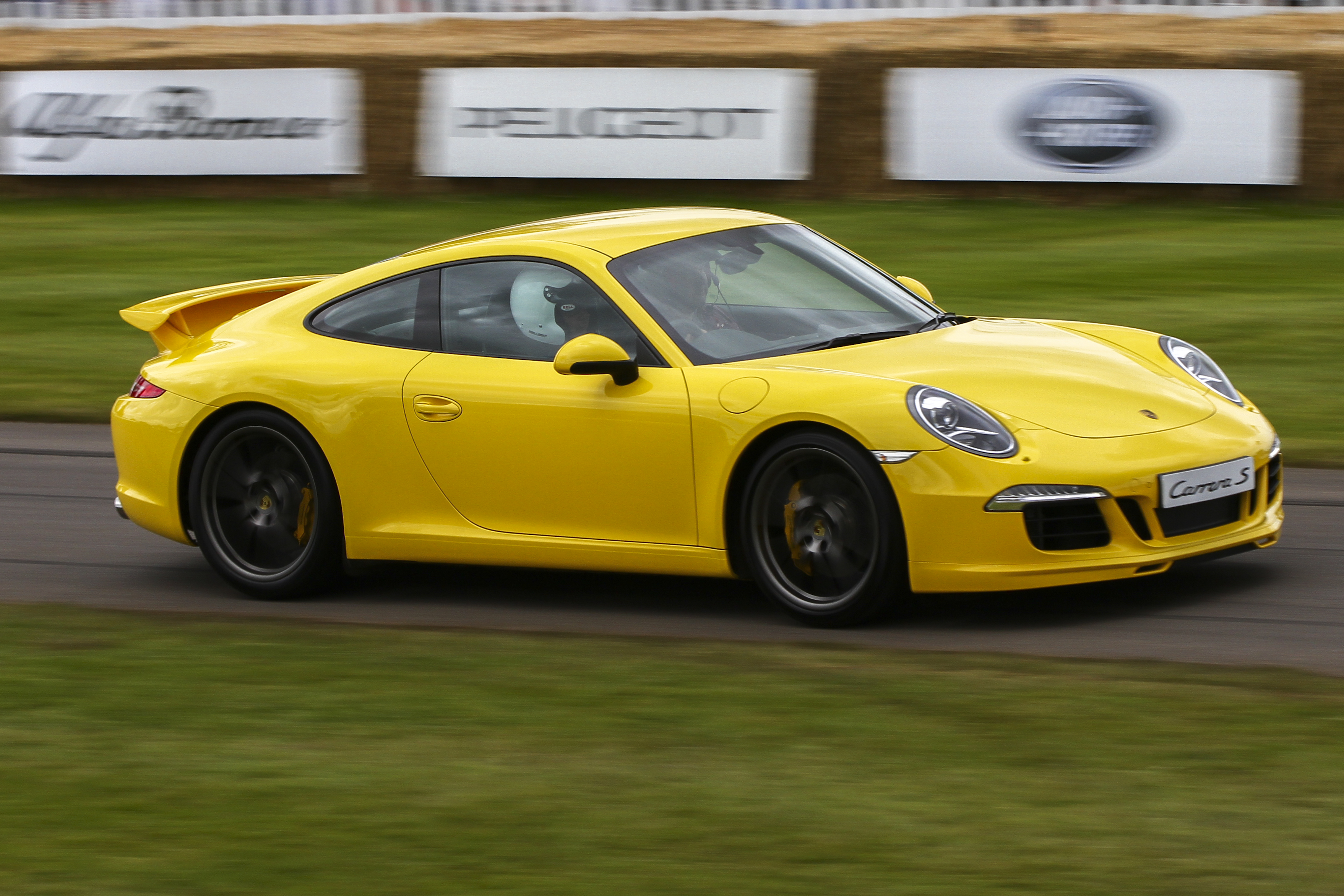
991 Carrera S met "aerokit"
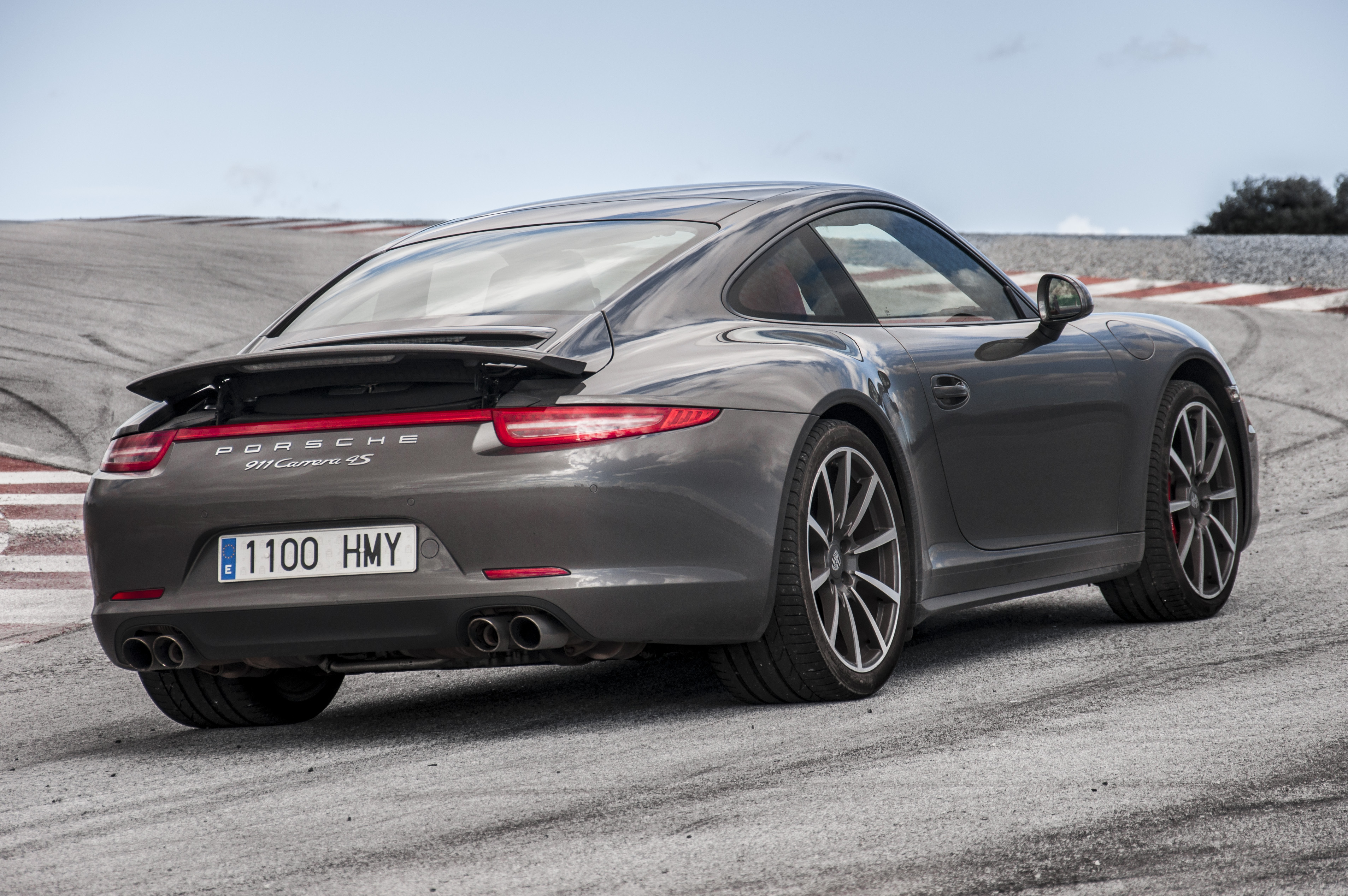
991 Carrera 4S (herkenbaar aan de dunne rode balk tussen de achterlichten)
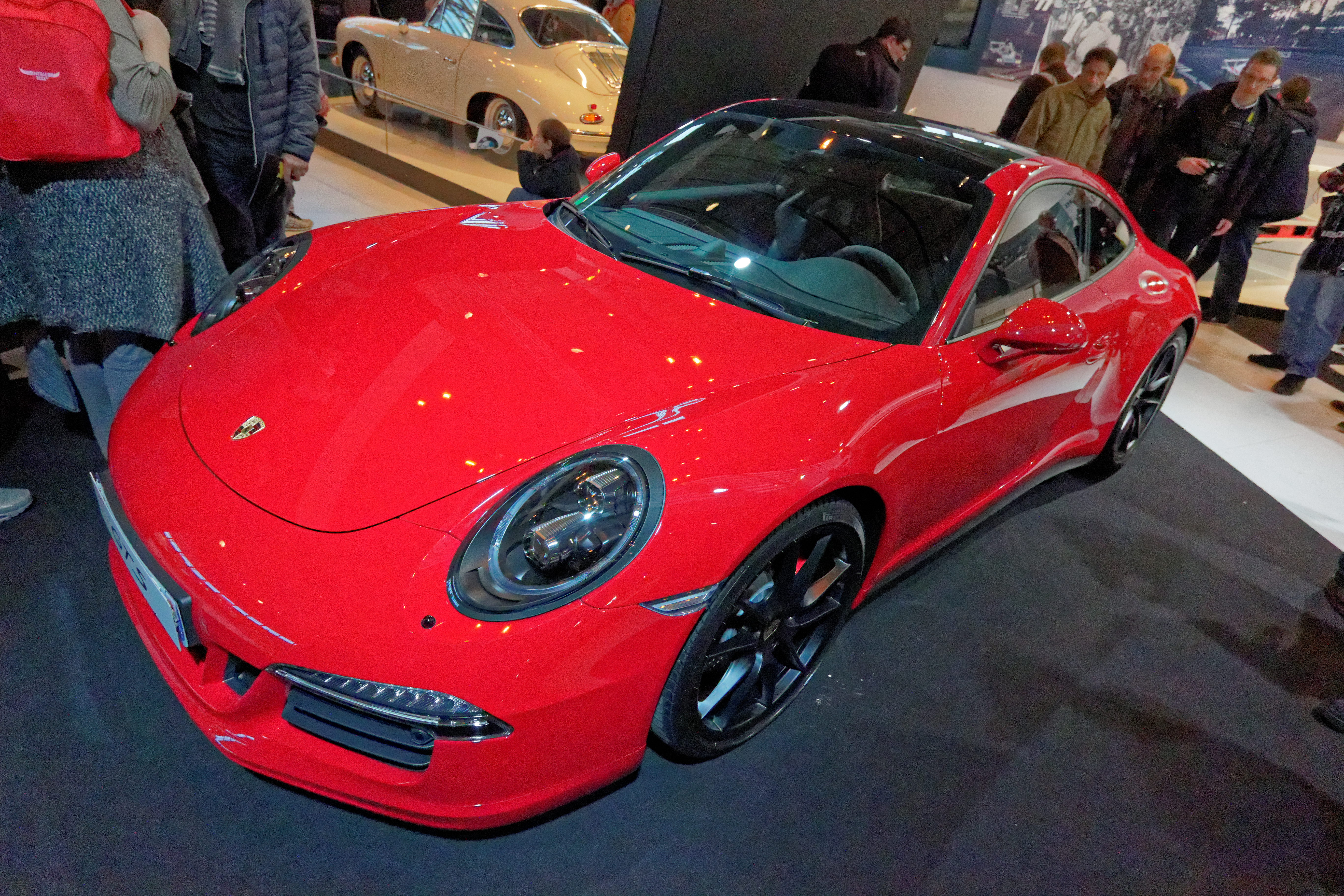
991 Carrera 4 GTS
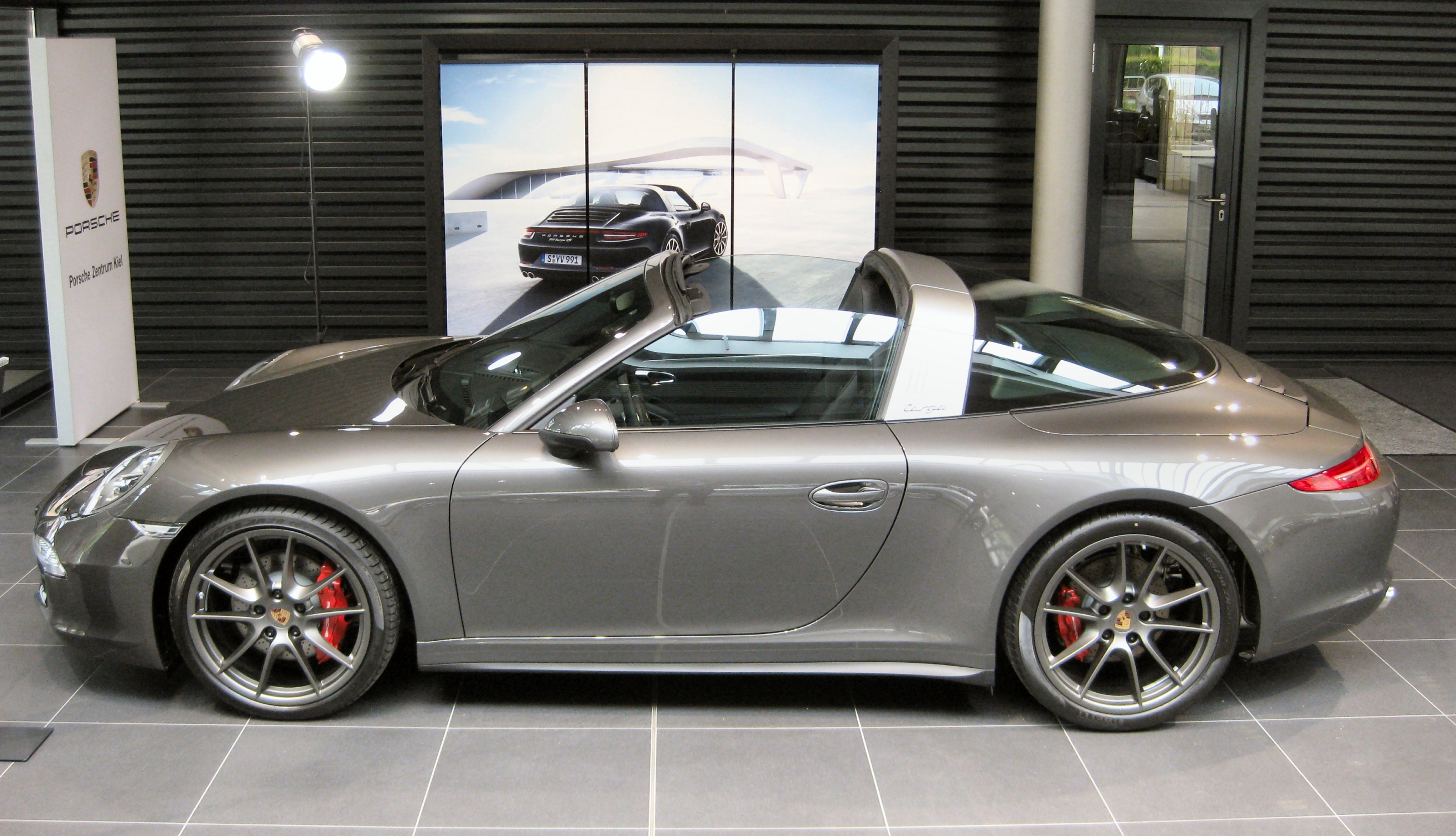
991 Targa
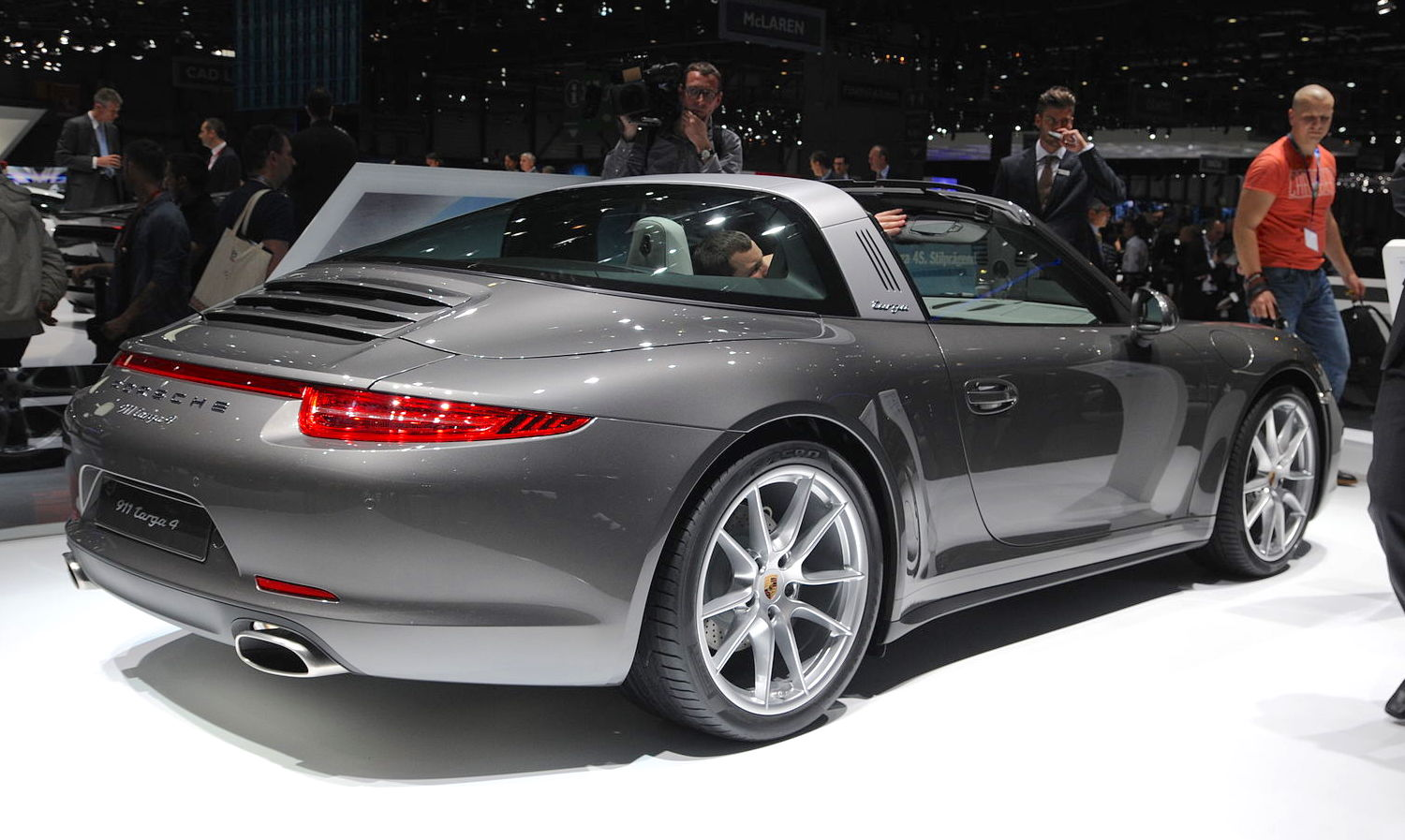
991 Targa
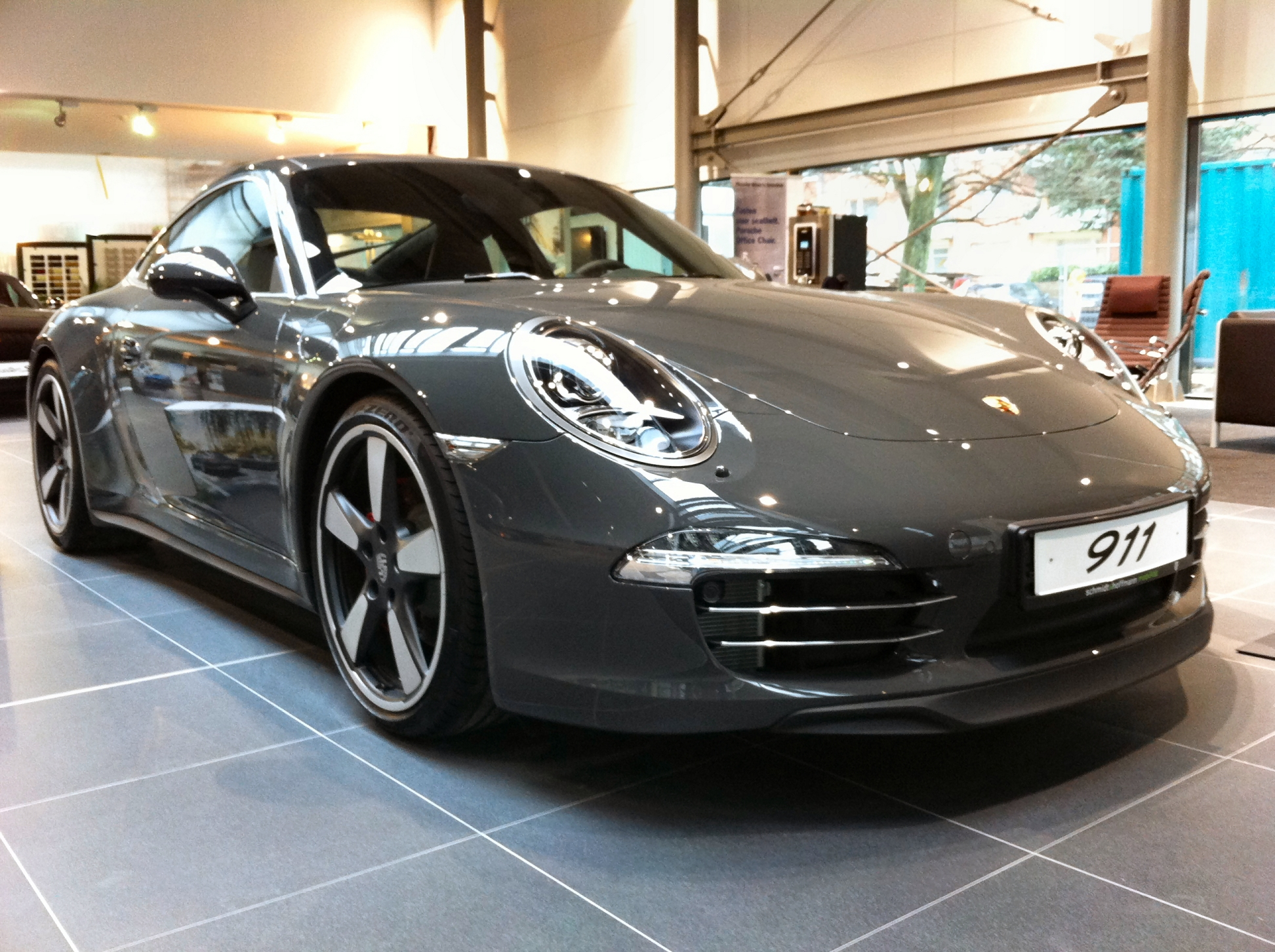
"50 jaar" editie, totaal 1963 stuks geproduceerd
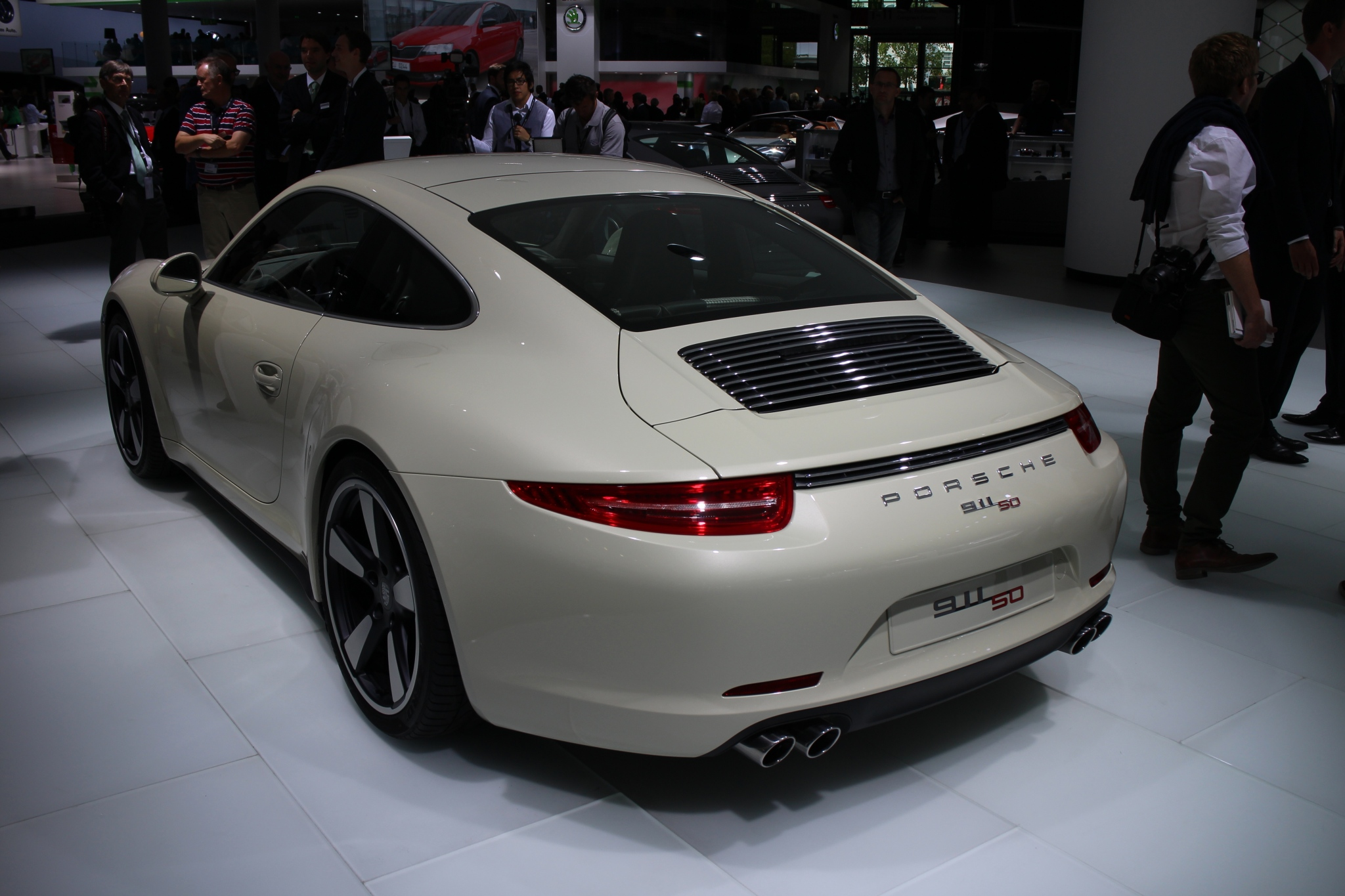
"50 jaar' editie met "retro"look van de motorgrill
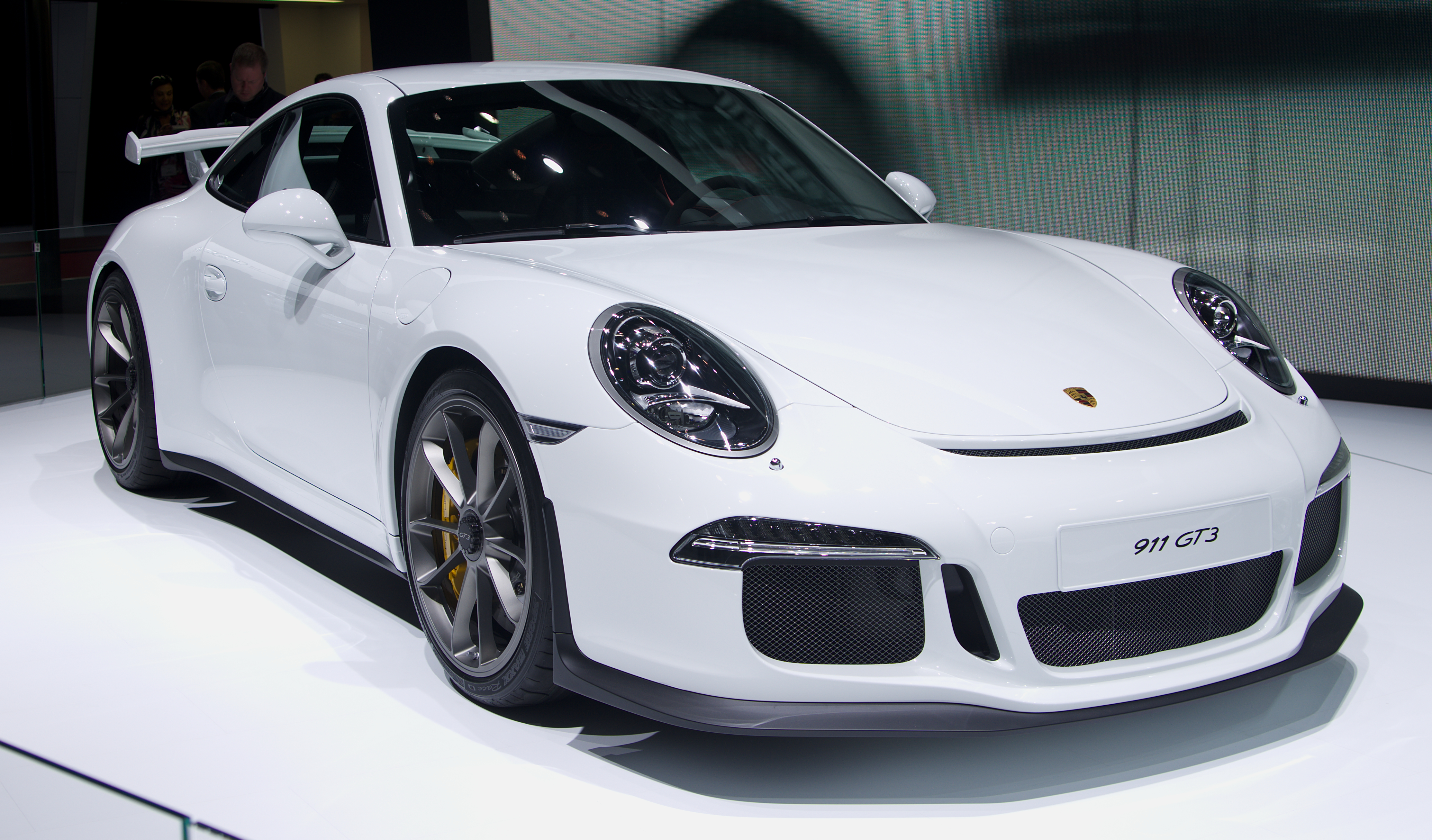
991 GT3
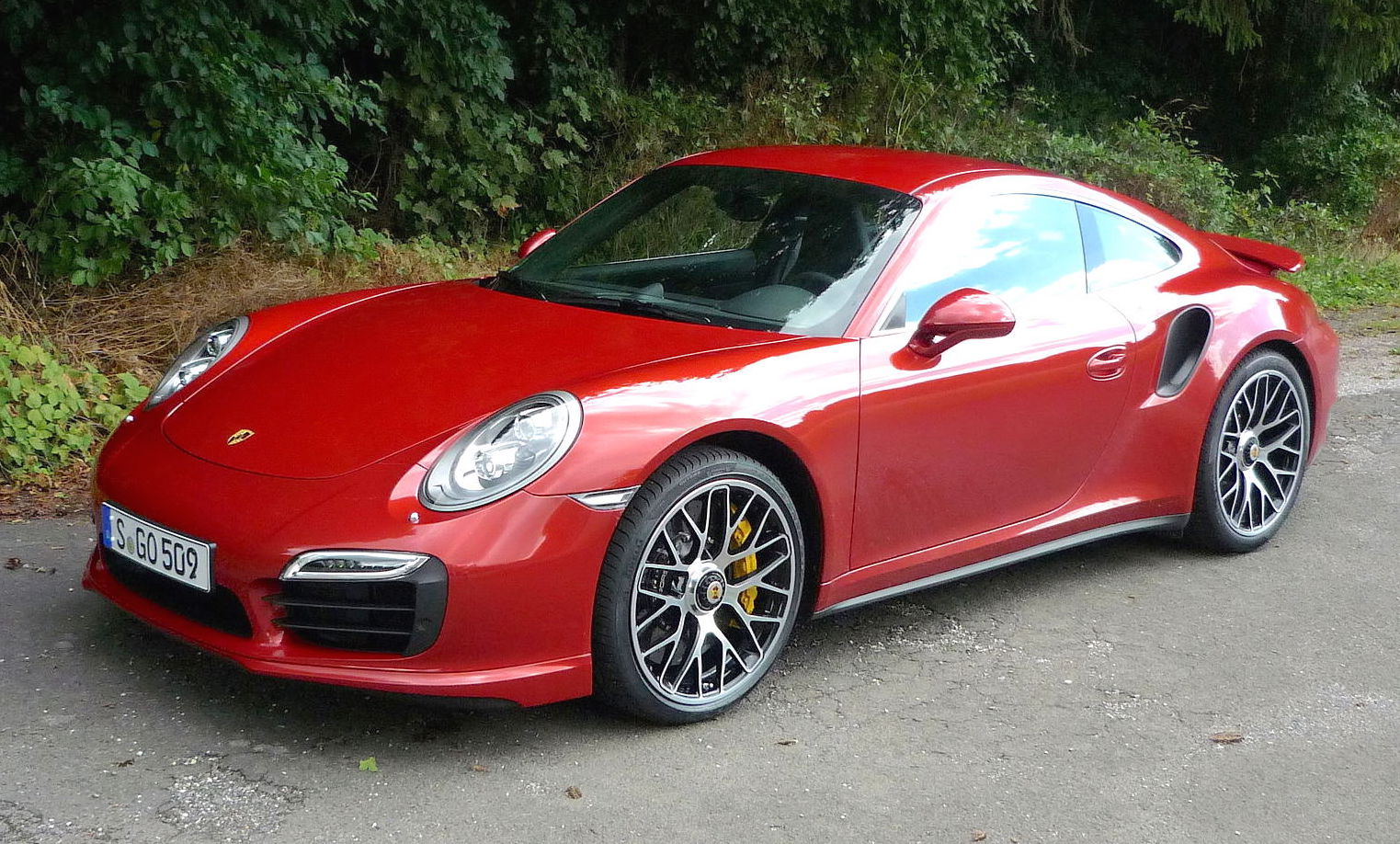
991 Turbo S
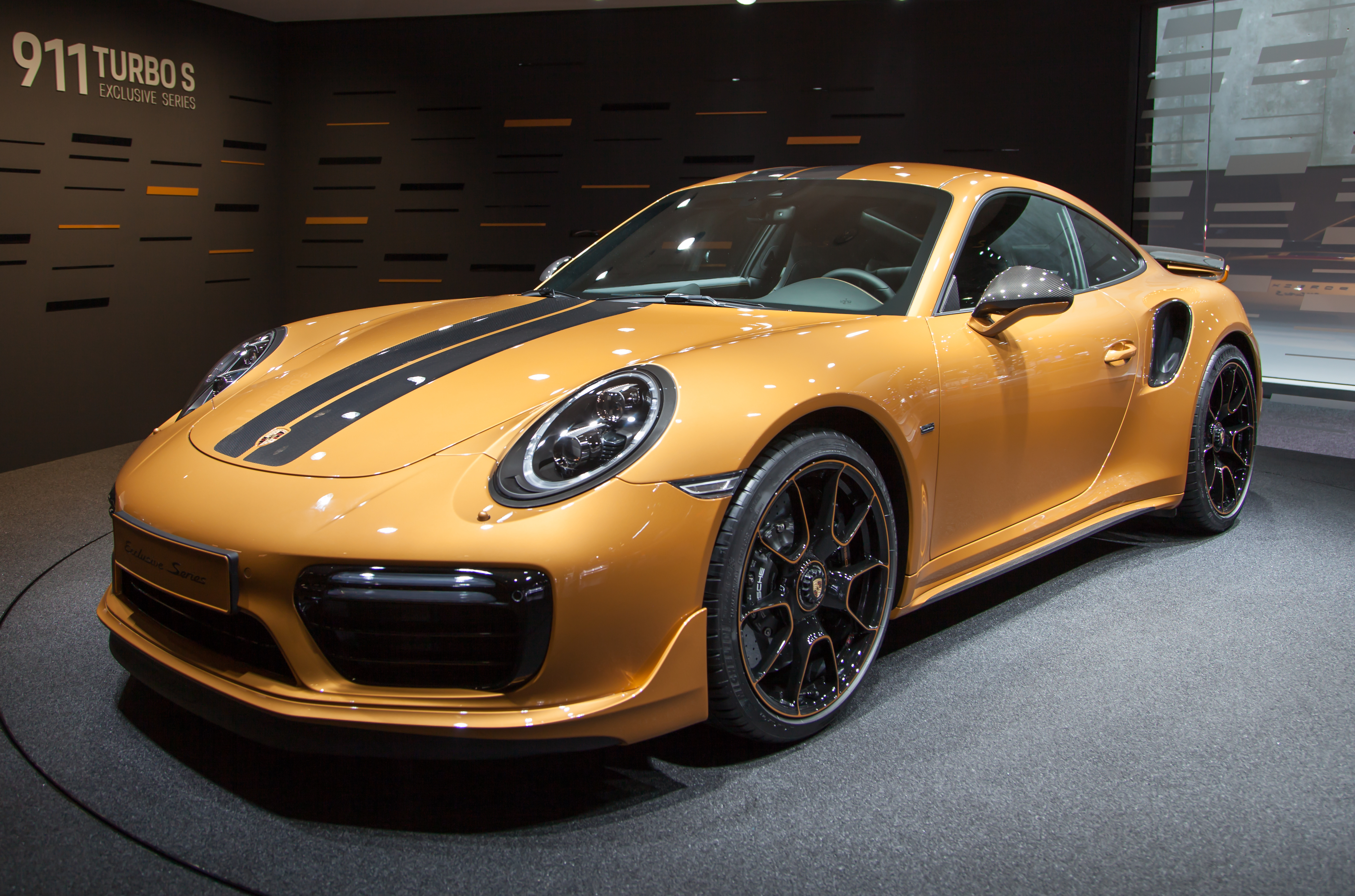
911 Turbo S Exclusive Series
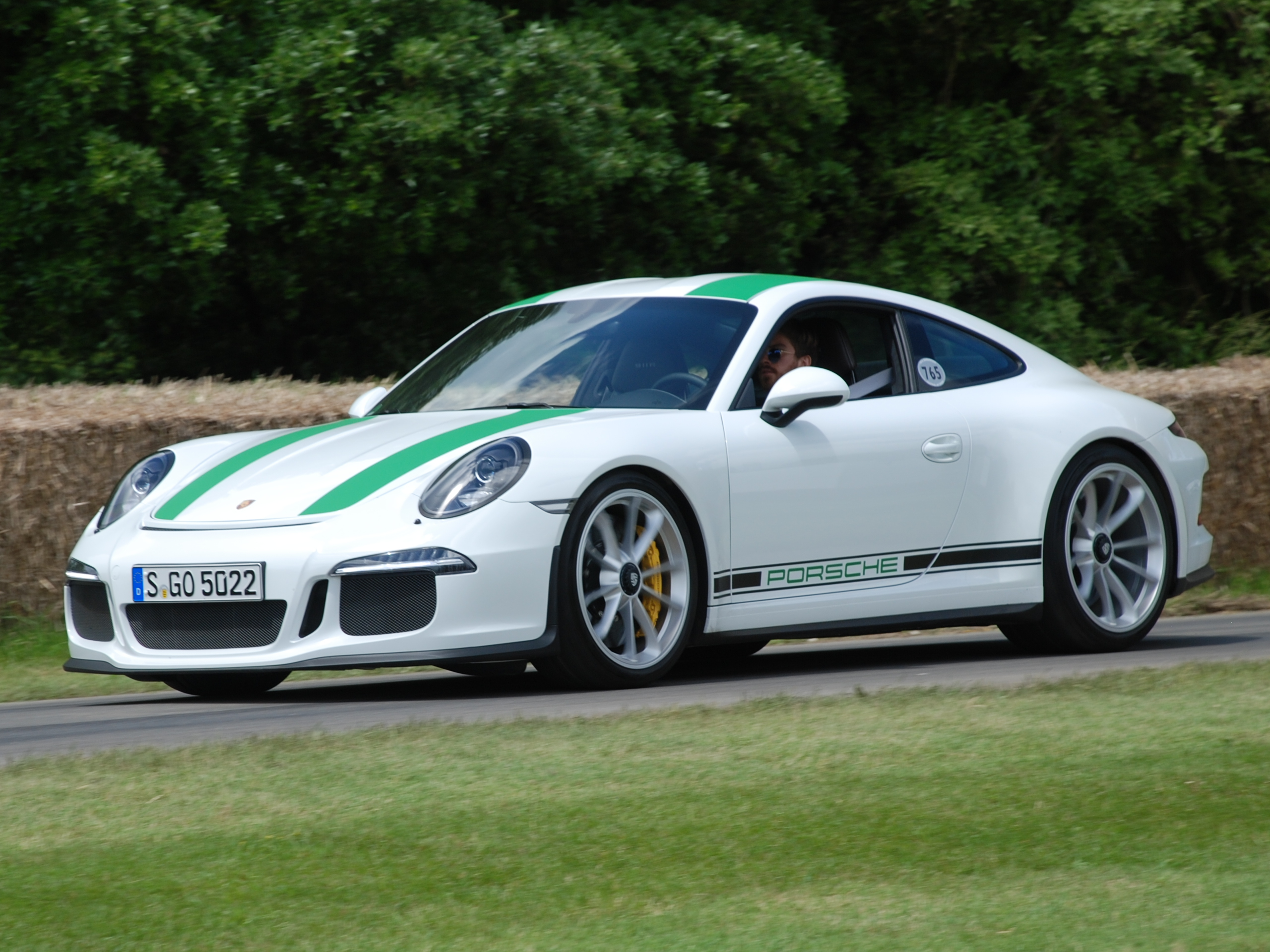
991 R, gelimiteerde productie: 991 exemplaren
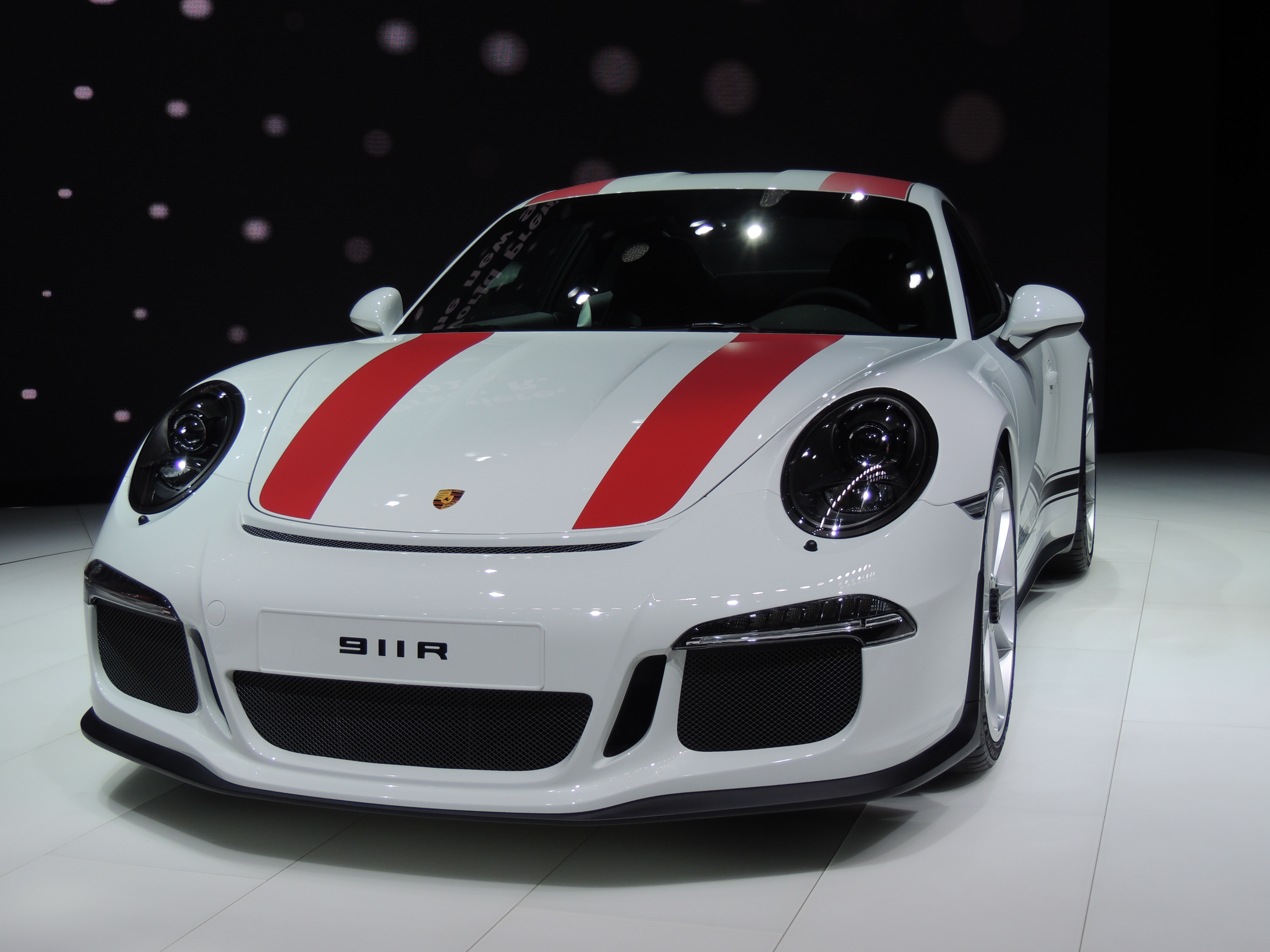
991 R
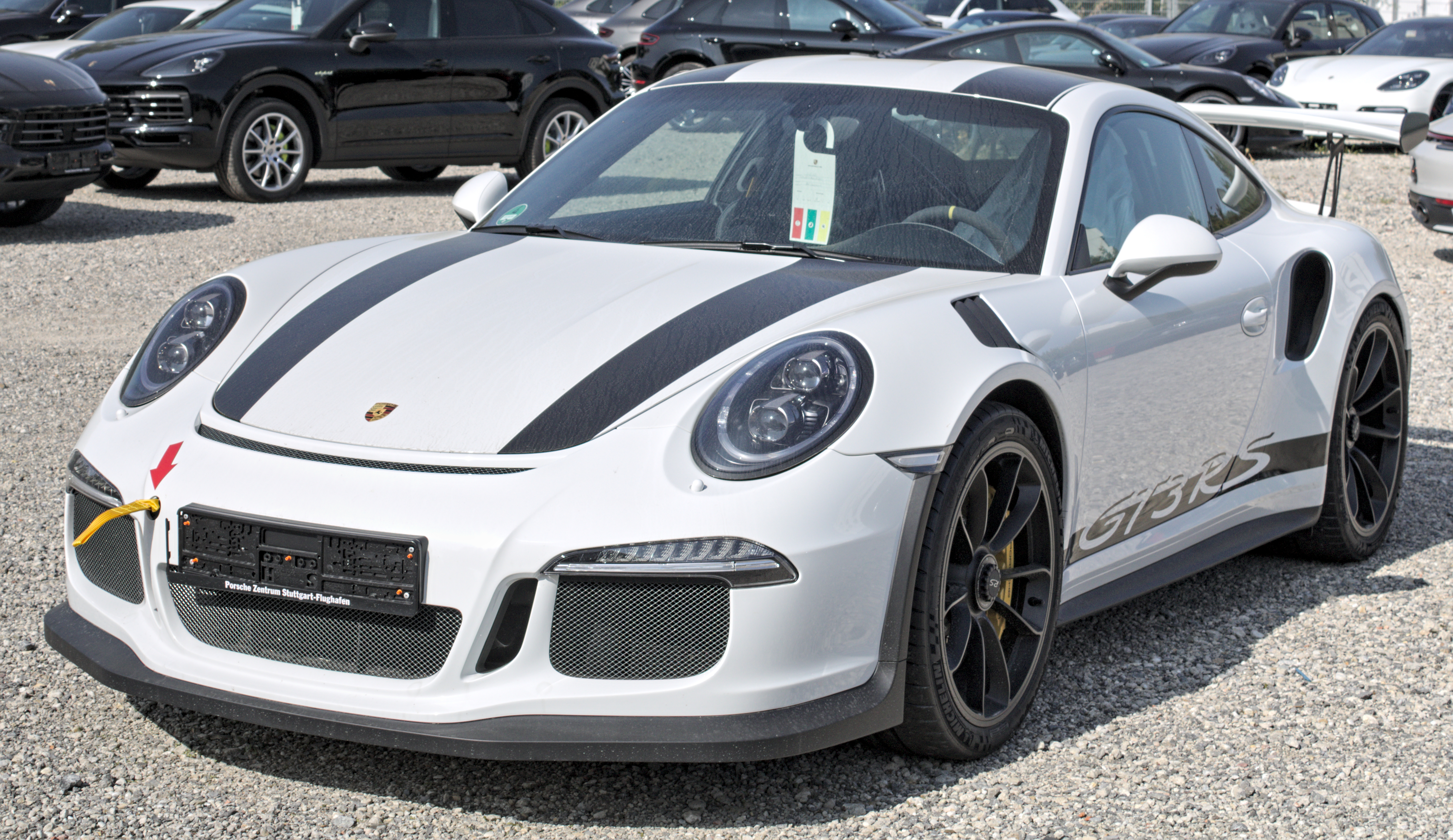
991.1 GT3 RS
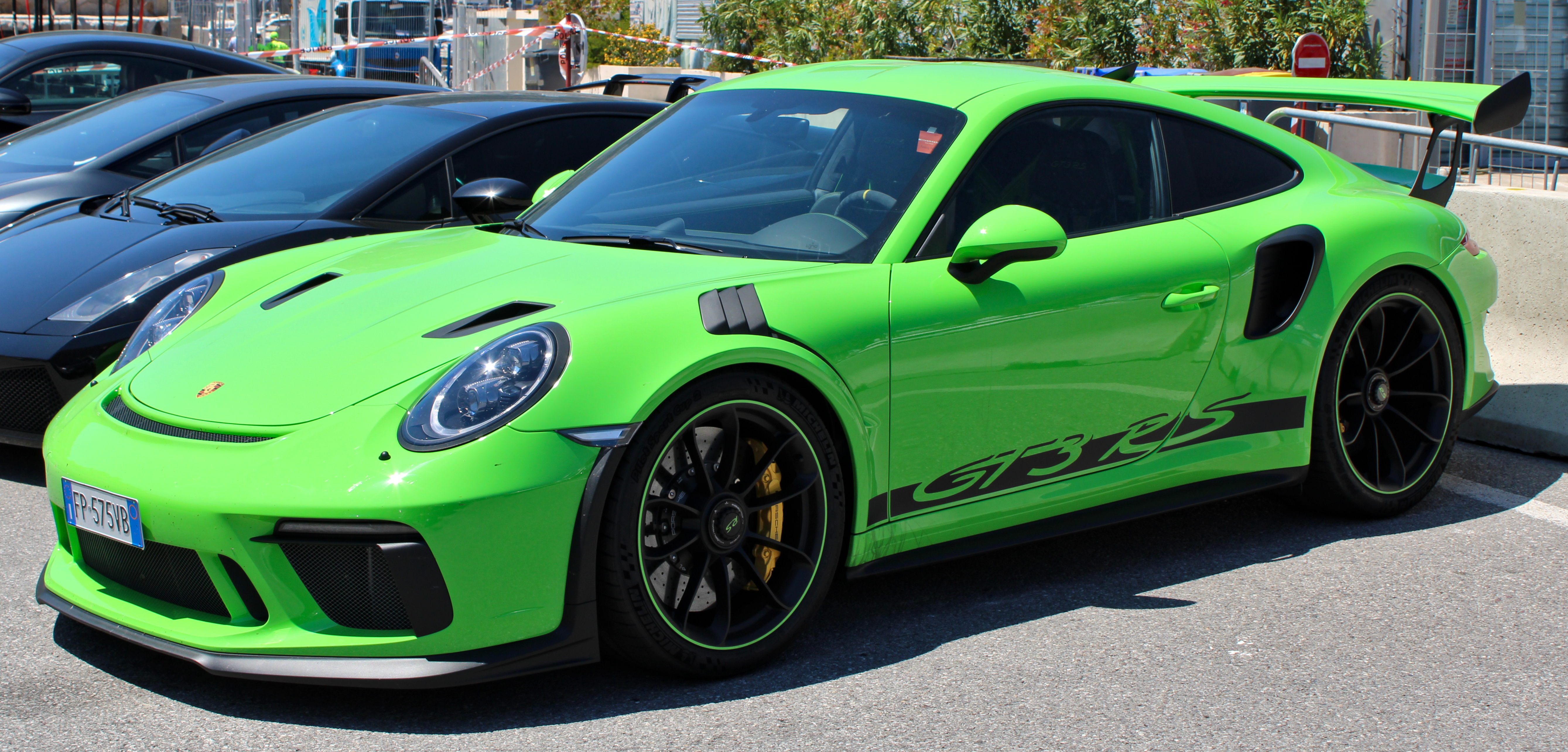
991.2 GT3 RS
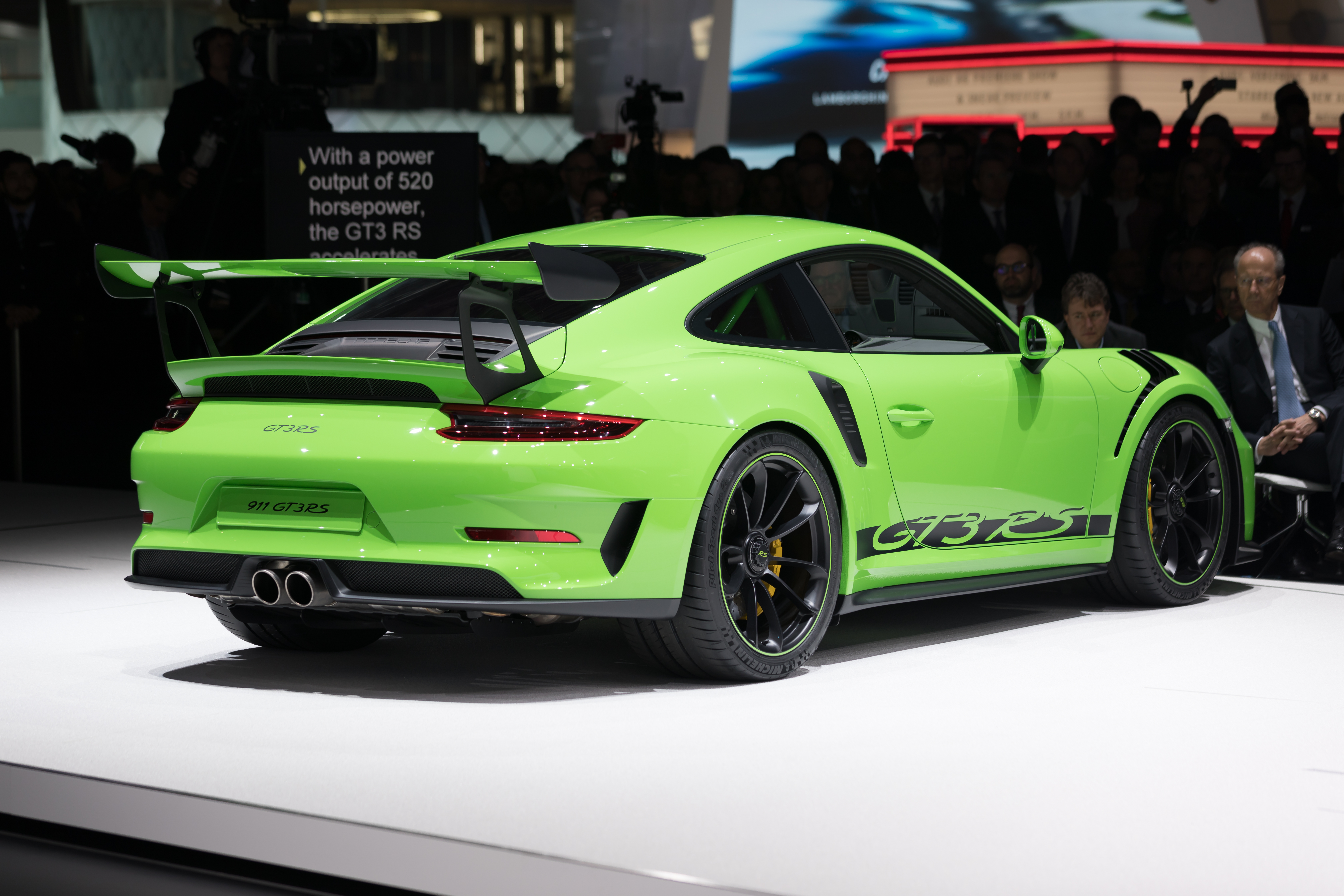
991.2 GT3 RS
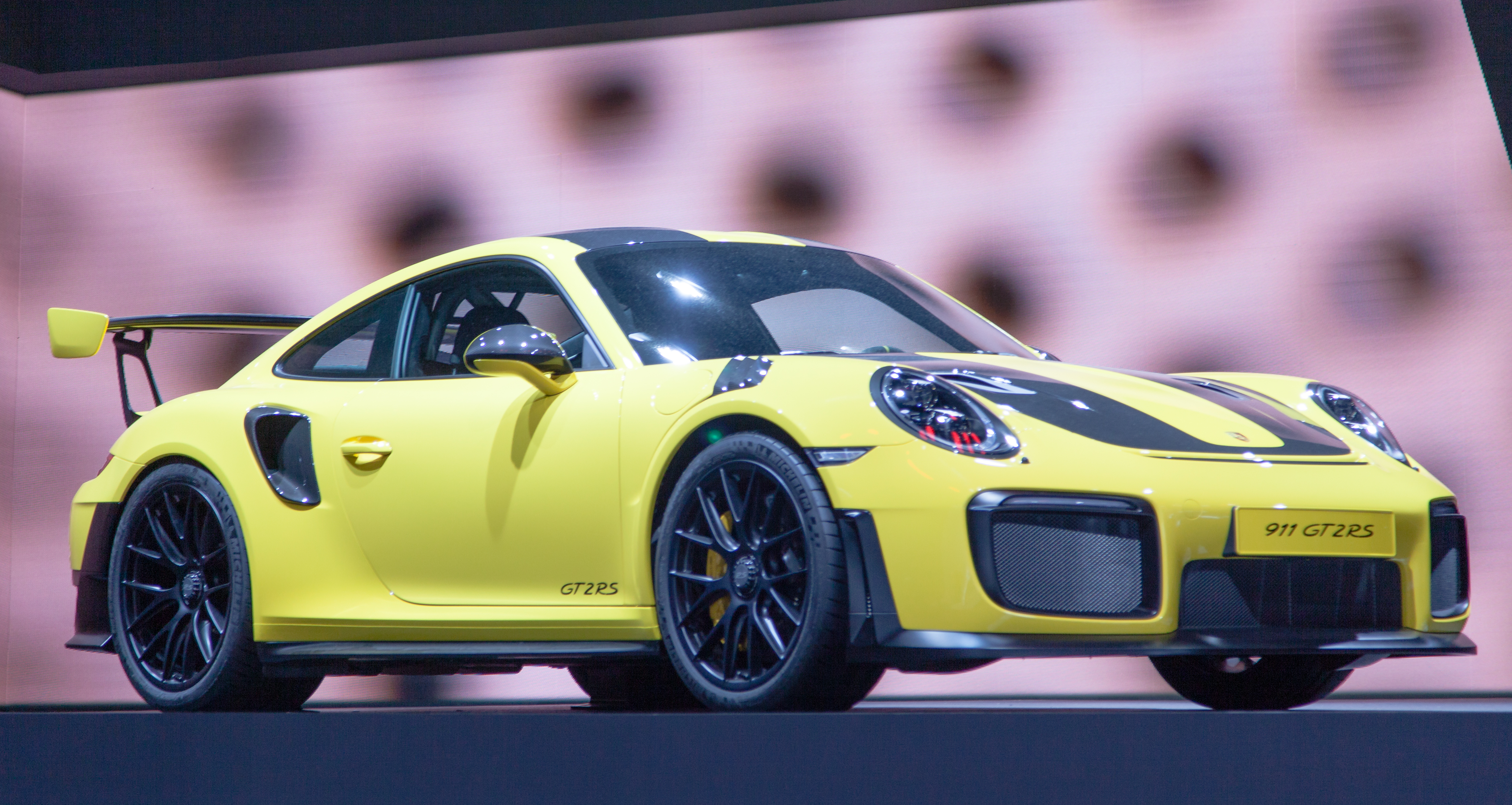
991 GT2 RS
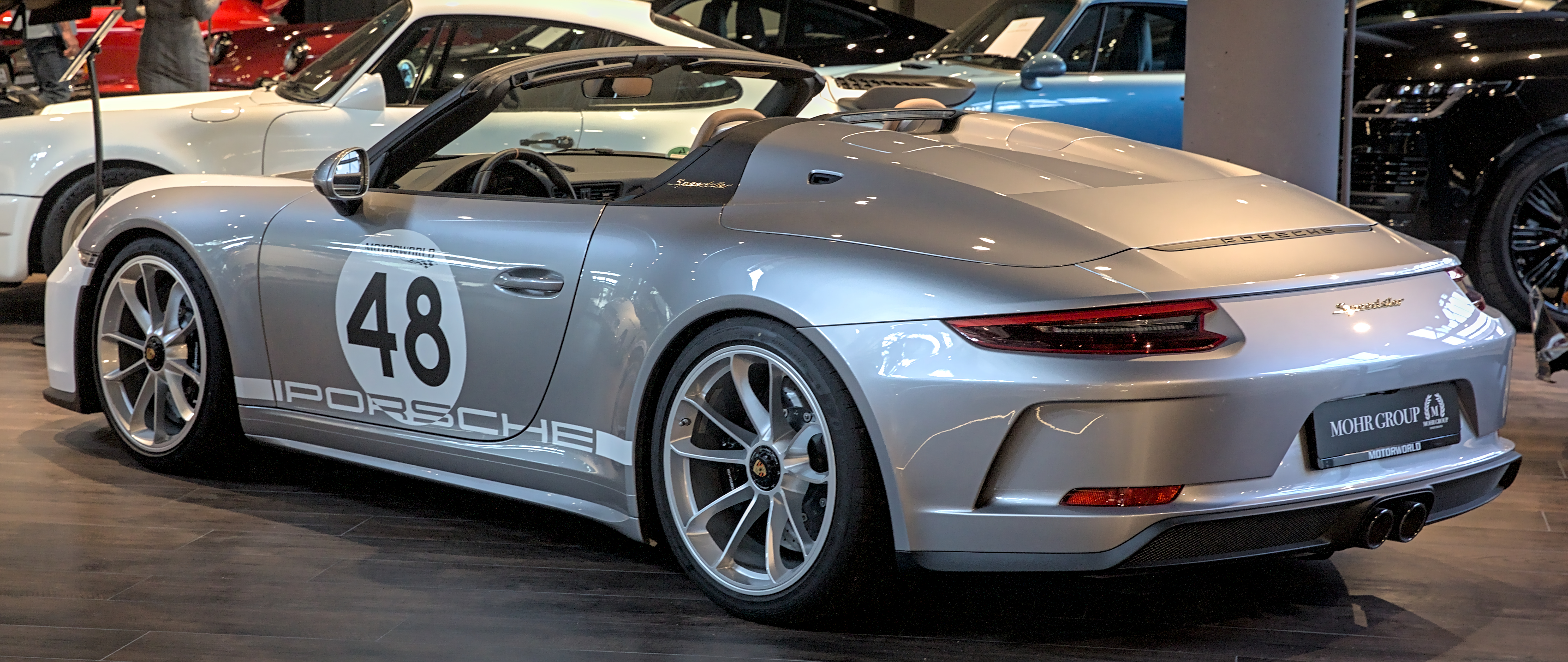
991 Speedster met Heritage Design Package